# Priscilla Presley
 Der er for få eller ingen kildehenvisninger i denne artikel, hvilket er et problem. Du kan hjælpe ved at angive troværdige kilder til de påstande, som fremføres i artiklen.

Priscilla Beaulieu Presley (født Priscilla Ann Wagner d. 24. maj 1945 i Brooklyn, New York) er en amerikansk model, sanger og skuespiller.
Priscillas far var udstationeret som officer hos de amerikanske tropper i Wiesbaden i Vesttyskland. Mens de boede her traf Priscilla Elvis Presley under et besøg i hans hjem i Bad Nauheim. Besøget fandt sted den 13. september 1959, og selv om hun kun var 14 år gammel blev de to tiltrukket af hinanden. Priscillas forældre var ikke begejstrede for forbindelsen, men efter nogle samtaler med Elvis accepterede de dog forholdet. De var jævnligt sammen frem til marts 1960, da Elvis blev hjemsendt fra Tyskland.
Kort efter sin hjemkomst til USA genoptog Elvis kontakten, og det blev arrangeret, at Priscilla kunne bo på Graceland, Elvis' ejendom i Memphis, men under opsyn af hans far, Vernon Presley.
Priscilla blev gift med Elvis den 1. maj 1967 og sammen fik de den 1. februar 1968 datteren Lisa Marie, deres eneste barn.
Elvis og Priscilla blev separeret den 23. februar 1972 og dernæst skilt den 9. oktober 1973. De var enige om fælles forældremyndighed over datteren, som herefter frem til Elvis' død i 1977 opholdt sig skiftevis hos ham i Graceland og hos Priscilla i Beverly Hills, Californien.

## Efter skilsmissen
Efter skilsmissen fra Elvis forsøgte Priscilla sig som butiksdrivende. Hun var den ene af grundlæggerne af modeforretningen "Bis & Beau", som hun sammen med designeren Olivia Echeverria Bis åbnede i Beverly Hills i foråret 1973. Efter en intens reklamekampagne, hvor Priscilla ikke undlod at spille på sin status som Elvis' hustru, blev modeforretningen snart frekventeret af et eksklusivt klientel med flere kendisser iblandt.
I 1976 havde Priscilla tabt interessen for forretningen og hun satsede i stedet på sin skuespillerkarriere. Bedst kendt er hun nok for sin figur Jenna Wade gennem 5 år i Dallas (1983–88), for sin medvirken overfor Leslie Nielsen i Naked Gun-filmene (Høj Pistolføring) og for gæsteoptrædener i serier som Melrose Place (1996) og Spin City (1999).
Priscilla fik den 1. marts 1987 en søn med sin kæreste Marco Garibaldi. Sønnen blev døbt Navarone Anthony Garibaldi, opkaldt efter Alistair MacLean-filmen The Guns Of Navarone (Navarones Kanoner).
Priscilla Presley var i næsten 40 år medlem af Scientology, men meldte sig ud i 2017.